# 纽约大逃亡
《纽约大逃亡》（英語：Escape from New York）是一部1981年美國反烏托邦科幻動作片，由約翰·卡本特執導，寇特·羅素主演。
卡本特於1970年代中期開始撰寫本片的劇本，由於《月光光心慌慌》的成功，使得他得以開始製作電影;成本只約600萬美元，票房卻達到成功的2050萬美元。。編劇尼克·坎斯托先前曾與卡本特共同在《月光光心慌慌》中合作創作恐怖殺人魔「麥克·邁爾斯」（Michael Myers）。
《纽约大逃亡》於1981年7月10日在美國上映。該片贏得了普遍好評與成功的票房。電影提名了四項土星獎，其中包括最佳科幻電影和最佳導演。《纽约大逃亡》後來成為了一部邪典電影，並於1996年推出了續集《洛杉磯大逃亡》。

## 劇情
1988年，美國犯罪率上升400%，紐約市淪為重刑犯監獄，已變成廢墟；前往美蘇限武談判的美國總統專機又因激進份子挾持、蓄意墜毀於市內致使美國總統遭綁架。使得重刑犯大蛇·普利斯金（寇特·羅素 飾）被要求將功贖罪，潛入紐約於二十四小時內救出總統，否則動脈內的微形炸藥會爆炸。片中充斥許多光怪陸離的劇情發展，對於紐約市物質文明發達形同美國社會拜金主義縮影，卻也製造出不少畸形社會現象予以深刻批判。

## 演員
- 寇特·羅素 飾 大蛇·普利斯金（Snake Plissken）：退伍軍人，重刑犯。其「大蛇」聲名響亮，被霍克找來要求救出總統。
- 李·范·克里夫 飾 巴布·霍克（Bob Hauk）：前德州響雷部隊隊員，為警隊負責人。
- 歐尼斯·鮑寧 飾 卡畢（Cabbie）：紐約市的罪犯，非常崇拜大蛇，並從吃人幫中救出大蛇。
- 唐納·普萊森斯 飾 美國總統：帶著關鍵的錄音帶，在乘坐的空軍一號墜毀後，遭到公爵挾持。
- 艾薩克·海耶斯 飾 紐約市公爵（The Duke of New York City）：紐約市權力最高、最有錢的人，罪犯們的領導；綁架總統目的是威脅政府釋放所有囚犯。
- 哈利·狄恩·史丹頓（英语：Harry Dean Stanton） 飾 哈羅德·「布萊恩」·瑟曼（Harold "Brain" Hellman）：大蛇的前隊友，在堪薩斯城放了大蛇鴿子；擁有逃出曼哈頓的關鍵地雷圖。
- 艾德里妮·巴柏（英语：Adrienne Barbeau） 飾 瑪姬（Maggie）：瑟曼的妻子。
- 黛博拉·希爾（英语：Debra Hill） 飾 電腦語音（未掛名）
- 潔美·李·寇蒂斯 飾 前言敘述者（未掛名）

## 迴響
《纽约大逃亡》於1981年7月10日在紐約和洛杉磯上映，在夏季，美國票房總計2520萬美元。
電影獲得的評價以正面居多。爛番茄基於53篇評論上，新鮮度高達86%，IMDb平均得分6.9／10。多數影評人稱讚《纽约大逃亡》採用的骯髒都市的背景和充滿娛樂性的驚險動作是相當古怪、有趣的，且也認為該片有著B級片風格的優勢。寇特·羅素的演出獲得了好評，使得羅素為此成名。

## 續集
續集《洛杉磯大逃亡》於1996年推出，約翰·卡本特和寇特·羅素都回歸分別擔任導演和主演。

## 重拍版
2007年3月13日，宣布了傑拉德·巴特勒即將在未來的《紐約大逃亡》重拍版中擔任全新的大蛇·普利斯金一角，但似乎很多影迷不會認同寇特以外的演員。截至2008年6月一直流傳著這個傳言，佐斯·布連對此事和大蛇的發展也有參與，這在「開發地獄」中結束。2010年，根據紐約雜誌，計劃重回正軌，一個新的重寫。負責《華爾街：金錢萬歲》的Allan Loeb表示出了其腳本。據報導，2013年3月24日，英國演員傑森·史塔森和湯姆·哈迪是符合大蛇這個角色的影星。
該項目因後來長期無消息被認為已取消。2015年10月12日，宣布《路德探長》的創作者尼爾·克羅斯將為電影撰寫劇本。
2016年12月1日，據TheWrap報導，二十世紀福斯將重拍本片，打算將《紐約大逃亡》拍成類似《人猿星球》風格的電影，但紐約不再是一座高戒備監獄而是座綠意盎然、充滿未來科技的美麗城市，世界其餘的地區則處於危機狀態；此外，大蛇將會有本名和頭銜：「羅柏·大蛇·普利斯金上校」（Colonel Robert Snake Plissken）。2017年3月，據傳，勞勃·羅里葛茲有望執導該重拍電影。

## 刪減片段與幕後趣事
- 《紐約大逃亡》刪減片段：

片頭仍有一段被刪減的銀行搶劫片段，作為列入考量的電影開場，大蛇與戰友泰勒合作搶劫紐約市中央銀行；後段遭到出賣而被警方圍捕，泰勒因中槍與腿疾無法及時逃跑，先行逃離的大蛇則為了朋友再度回頭，在泰勒勸他離開的狀況下看著泰勒被槍殺，自己則遭到逮捕。
- 與各大經典電影的淵源

當時電影中的背景採用實體拍攝手法，而製作紐約市高級監獄縮小模型的是電影導演詹姆斯卡麥隆，而後該座「紐約市」也經輾轉出現在雷利史考特導演的科幻電影《銀翼殺手》。
- 晚輩的致敬

電影海報設計的一幕：自由女神像的頭部跌落大街，象徵紐約大逃亡特有的反烏托邦情節，電影中未出現該片段；《科洛弗檔案》其中一幕正以此手法致敬電影中分崩離析自由衰敗的紐約高級監獄。
- 主角是真實人物

導演卡本特表示：「大蛇·普利斯金」是真有其人，為卡本特中學時期的同學，其真名和主角相同;就連個性、體格、髮型、說話方式（除了獨眼之外）都與本片主角相似。

## 外部連結
- 互联网电影数据库（IMDb）上《纽约大逃亡》的资料（英文）
- AllMovie上《纽约大逃亡》的资料（英文）
- 爛番茄上《纽约大逃亡》的資料（英文）
- Escape from New York at Official John Carpenter's Website